# Терра Нова (судно)
«Терра Нова» (лат. Terra Nova — Нова Земля) — дерев'яний трищогловий паровий барк, побудований у Шотландії в 1884 році для морського промислу і використовувався кількома британськими високоширотними науковими експедиціями.

## Промислове судно
Призначенням «Терра Нова» був китобійний промисел і добування тюленів. Протягом 10 років з моменту побудови барк «Терра Нова», базувався в порту Данді (Шотландія) і використовувався для промислу морської звірини в Лабрадорському морі.

## Високоширотні експедиції
Конструкція барку «Терра Нова» ідеально відповідала вимогам плавань в арктичних широтах. Вперше барк був використаний для наукової роботи в англійській експедиції Джексона-Хармсворта в 1894—1897 роках. В цій експедиції для «Терра Нова» дісталася роль допоміжного судна.
В 1898 році судно придбала судноплавна компанія «Боурінг Бразерз» (англ. Bowring Brothers) і плавало воно під командуванням Ніколаса Кеннеді, а згодом капітана Абрама Кейна. Барк використовувався для промислу тюленів біля острова Ньюфаундленд.
В 1903 у «Терра Нова» разом із колишнім китобоєм «Монінґ» брали участь в визволенні із затоки Мак-Мердо замкненого в льодах барка «Дискавері» Британської антарктичної експедиції 1901—1904 років під командуванням Роберта Скотта.
В 1905 році барк використовувався в операції по пошуку і рятуванню потерпілої невдачу американської полярної експедиції Циглера. Судно полярної експедиції «Америка» (англ. «America») під командуванням Ентоні Фіала затонуло в листопаді 1903 року біля острова Рудольфа. Полярники були евакуйовані «Терра Нова» із Землі Франца-Йосипа в липні 1905 року після кількох тижнів важкого плавання крізь льоди.

## Експедиція Терра Нова

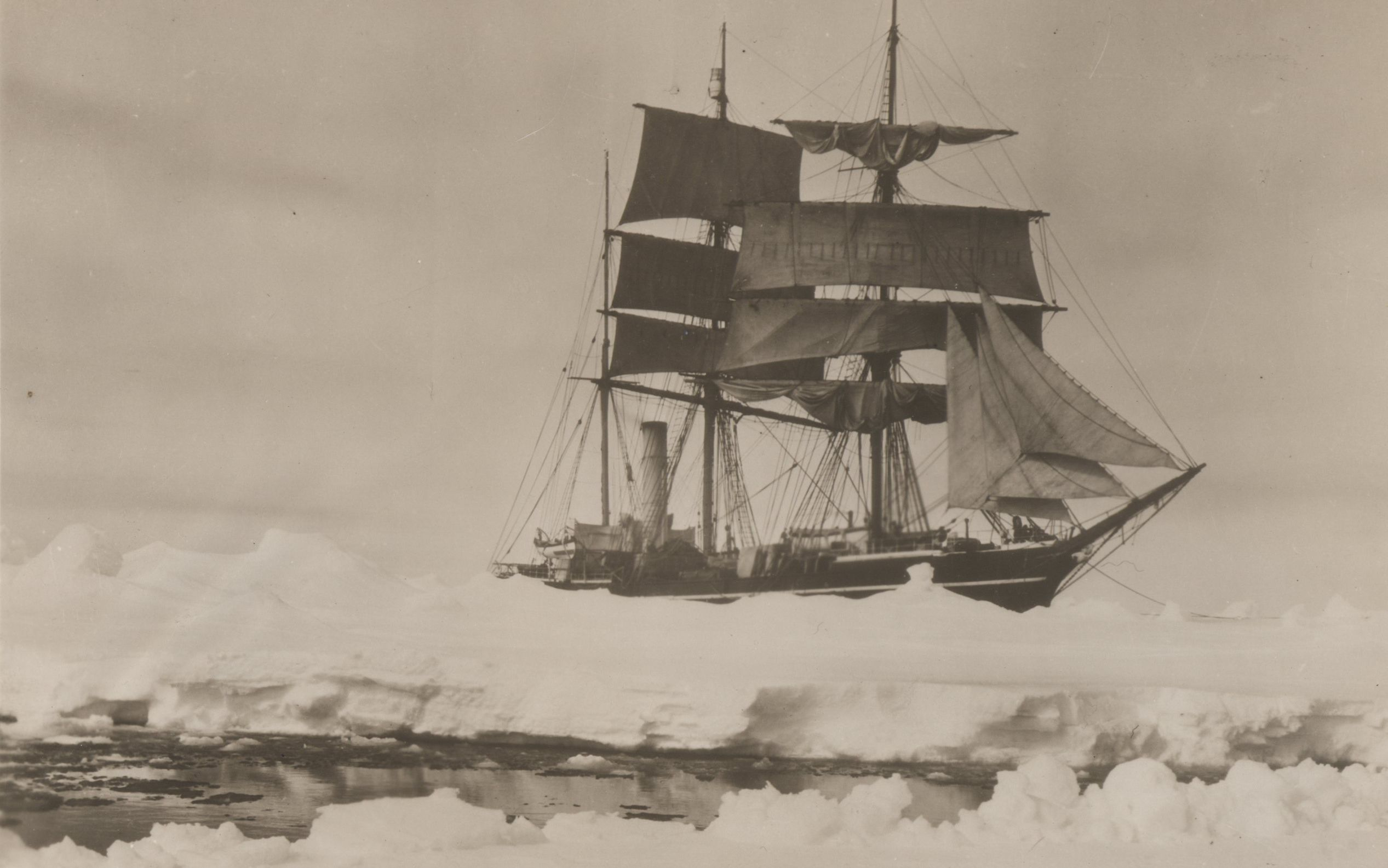
Барк «Терра Нова» в антарктичній експедиції Р. Скотта в грудні 1910 року

1909 року барк «Терра Нова» був придбаний для потреб Британської Антарктичної експедиції 1910—1913 років, відомої також як експедиція «Терра Нова», за ціною 12,5 тисяч фунтів стерлінгів. Для захисту від арктичних льодів корпус барка був укріплений від носа до корми додатковою дубовою обшивкою двометрової ширини.
15 червня 1910 року «Терра Нова» під командуванням капітана Роберта Скотта відпливає із Кардіффа до берегів Антарктиди, в район моря Росса. На судні була проведена велика наукова робота в галузі біології, геології, гляціології, геофізики біля берегів Землі Вікторії і коло шельфового льодовика Росса.
Після зимівлі на мисі Еванса, Роберт Скотт у складі групи з п'яти чоловік почав похід до Південного полюса і досяг його 17 січня 1912. На полюсі Скотт побачив, що за місяць до нього полюс вже підкорив Амундсен. На зворотному шляху Скотт і його супутники загинули. Їхні тіла були виявлені наступним антарктичним літом експедицією Едварда Аткінсона.

## Подальша доля судна
Після повернення з Антарктики в 1913 році, барк «Терра Нова» був знову викуплений своїми колишніми власниками і повернувся до старої роботі — промислу тюленів у районі Ньюфаундленду. Загальна кількість добутих на судні тюленів оцінюється в 800 тисяч туш.
В 1918 році «Терра Нова» був зафрахтований Ньюфаундлендською сталепромисловою компанією «DOSCO» для транспортування вугілля із шахт Норт-Сідні на острів Белл.
13 вересня 1943 а барк був пошкоджений льодом і затонув біля південно-західного узбережжя Гренландії. Екіпаж був врятований криголамом берегової охорони США «Саусвінд» (англ. USCGC «Southwind»).

## Музейні експонати
Носова фігура судна була знята з «Терра Нова» в 1913 році і виставлена в «Національному музеї Уельса».
Дзвін з «Терра Нова» зберігається в британському «Інституті полярних досліджень ім. Скотта» (підрозділ Кембриджського університету).